# Кослада
Кослада (шп. Coslada) град је у Шпанији у аутономној заједници Мадрид у покрајини Мадрид. Према процени из 2008. у граду је живело 89.918 становника.

## Становништво
Према процени, у граду је 2008. живело 89.918 становника.
| 1981.  | 1991.  | 2001.  |
| ------ | ------ | ------ |
| 53.730 | 73.866 | 77.884 |

## Партнерски градови
- Велики Варадин
- Сан Хосе де лас Лахас
- Nejapa
- Jenin
- Mijek